# Смерть Робин Гуда (фильм)
«Смерть Робин Гуда» (англ. The Death of Robin Hood) — будущий американский эпический боевик режиссёра Майкла Сарноски. Фильм станет мрачным переосмыслением легенды о Робин Гуде. Главные роли в нём исполнят Хью Джекман и Джоди Комер.

## Сюжет
Согласно опубликованному логлайну, в фильме Робин Гуд будет «бороться со своим прошлым после жизни, полной преступлений и убийств». Робин Гуд «измученный битвами одиночка, получает тяжелое ранение и попадает в руки таинственной женщины, предлагающей ему шанс на спасение».

## В ролях
- Хью Джекман — Робин Гуд
- Джоди Комер
- Билл Скарсгард
- Ноа Джуп
- Мюррей Бартлетт

## Производство
В мае 2024 года было объявлено, что в разработке находится более мрачное переосмысление легенды о Робин Гуде под названием «Смерть Робин Гуда», сценаристом и режиссёром выступит Майкл Сарноски, главные роли исполнят Хью Джекман и Джоди Комер. В феврале 2025 года к актёрскому составу присоединились Билл Скарсгард, Ноа Джуп и Мюррей Бартлетт.
Съёмки начались в феврале 2025 года в Северной Ирландии.
Права на кинопрокат фильма выкупила компания A24.